# Liste des communes de la province de Groningue
La province néerlandaise de Groningue est constituée de dix communes depuis 2021. Son chef-lieu et sa commune la plus peuplée est Groningue.

## Liste
| Commune                             | Superficie totale (km2) | Superficie terrestre (km2) | Superficie aquatique (km2) | Population | Date de recensement | Densité (en hab./km2) | Bourgmestre (parti)      | Prise de fonction |
| ----------------------------------- | ----------------------- | -------------------------- | -------------------------- | ---------- | ------------------- | --------------------- | ------------------------ | ----------------- |
| Eemsdelta                           | 364,07                  | 267,89                     | 96,18                      | 45 609     | 1er janvier 2021    | 125,28                | Ben Visser (CU)          | 2022              |
| Groningue (Groningen)               | 197,96                  | 185,60                     | 12,36                      | 233 218    | 1er janvier 2021    | 1 178,11              | Koen Schuiling (VVD)     | 2019              |
| Het Hogeland                        | 907,58                  | 482,75                     | 424,83                     | 47 843     | 1er janvier 2021    | 52,71                 | Henk Jan Bolding (CDA)   | 2019              |
| Midden-Groningue (Midden-Groningen) | 295,77                  | 280,00                     | 15,77                      | 60 740     | 1er janvier 2021    | 205,36                | Adriaan Hoogendoorn (CU) | 2018              |
| Oldambt                             | 295,96                  | 226,66                     | 69,30                      | 38 292     | 1er janvier 2021    | 129,38                | Cora-Yfke Sikkema (GL)   | 2019              |
| Pekela                              | 50,20                   | 49,04                      | 1,16                       | 12 166     | 1er janvier 2021    | 242,35                | Jaap Kuin (PvdA)         | 2015              |
| Stadskanaal                         | 119,94                  | 117,64                     | 2,30                       | 31 757     | 1er janvier 2021    | 264,77                | Klaas Sloots (GL)        | 2021              |
| Veendam                             | 78,68                   | 76,00                      | 2,68                       | 27 419     | 1er janvier 2021    | 348,49                | Sipke Swierstra (VVD)    | 2013              |
| Westerkwartier                      | 368,87                  | 362,69                     | 6,18                       | 63 660     | 1er janvier 2021    | 172,58                | Ard van der Tuuk (PvdA)  | 2019              |
| Westerwolde                         | 280,65                  | 275,67                     | 4,98                       | 26 190     | 1er janvier 2021    | 93,32                 | Jaap Velema (D66)        | 2018              |
| Total                               | 2 959,68                | 2 323,94                   | 635,74                     | 586 894    |                     | 198,30                |                          |                   |